# Tanja Jess
 (janvier 2019).
Si vous disposez d'ouvrages ou d'articles de référence ou si vous connaissez des sites web de qualité traitant du thème abordé ici, merci de compléter l'article en donnant les références utiles à sa vérifiabilité et en les liant à la section « Notes et références ».
Tanja Jess, née le 6 janvier 1967 à Karlsruhe, est une actrice, animatrice de radio, de télévision et femme de lettres néerlandaise.

## Filmographie

### Cinéma
- 1996 : Novellen: Hollandse held : Vriendin van Freddy
- 1998 : Goede tijden, slechte tijden: De reünie (nl) : Bowien Galema
- 2002 : Loenatik: de moevie (nl) : Chantal
- 2003 : Kees de jongen (nl) : Tante Jeanne
- 2004 : Shouf Shouf Habibi! : Maja
- 2005 : Leef! (nl) : Jolande
- 2007 : Hannahannah : José
- 2011 : Shadow & moi : Daphne
- 2011 : Mijn opa de bankrover (nl) : Elles de Haan
- 2017 : Oh Baby (nl) : La pédiatre
- 2018 : Just Friends (Gewoon Vrienden) : Simone

### Téléfilms
- 1996 : Baantjer : Jadwiga Kerenski
- 1996 : Unit 13 : Katja van Dijk
- 1997 : Zonder Ernst (nl) : La maman
- 1997-2001 : Goede tijden, slechte tijden : Deux rôles (Bowien Galema et Yolanda Vermeulen)
- 2000 : Wildschut & De Vries (nl) : Cleo
- 2000 : Ben zo terug (nl) : Annette
- 2001 : Toen was geluk heel gewoon (nl) : Brunhilde
- 2002 : Costa! (nl) : Diana
- 2002 : Bon bini beach (nl) : Sanne
- 2004-2005 : Onderweg Naar Morgen : Marjolein Curie
- 2005 : Hotnews.nl (nl) : Hella
- 2007 : Grijpstra & De Gier (nl) : Elise als Astrid Denekamp
- 2008-2010 : Wolfseinde (nl) : Monique van Someren, la maire de la commune de Wolfseinde
- 2009 : Flikken Maastricht : Angelique van Thor
- 2010-2011 : SpangaS : Dionne Vermeulen
- 2010-2014 : Bloedverwanten (nl): Fien Zwager-Berkhout
- 2011 : Van God Los (nl) : Hanneke
- 2011 : Aspe : Kristien Korijn

## Radio et télévision
- 2001-2002 : Avant Première sur Canal+ : Présentatrice
- 2005 : Paradise Hotel sur Veronica : Présentatrice
- 2005 : Perfect live-finale sur Veronica : Présentatrice
- 2005-2006 : Temptation Island sur Veronica : Présentatrice
- 2005-2008 : Sky Radio : Présentatrice radio
- 2006 : Undercover Lover sur Veronica
- 2008-2010 : 100%NL : Présentatrice radio
- 2013-2014 : Altijd Jong sur RTL 4 : Présentatrice
- 2013-2015 : Ik word moeder sur RTL 8 : Présentatrice
- 2014 : Shopping & Lifestyle sur SBS 6 : Présentatrice
- 2015-2016 : RTL Breakfast Club sur RTL 4 : Présentatrice

## Livre
- 2014 : De mama match: snelcursus relaxt moederschap (co-écrit avec Anousha Nzume)

## Crédits
- (nl) Cet article est partiellement ou en totalité issu de l’article de Wikipédia en néerlandais intitulé « Tanja Jess » (voir la liste des auteurs).